# 吴茂荪

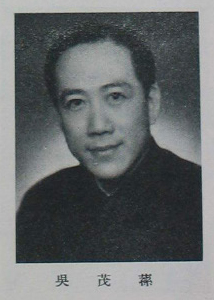
吳茂蓀近照

吴茂荪（1911年12月28日—1984年8月5日），男，祖籍安徽泾县，生于贵池，中国近现代政治人物。

## 生平
吴茂荪10岁时随父母迁至南京，在东南大学附小就读，后考入金陵大学附属中学。1929年，进入金陵大学社会学系学习。次年，又转入国立中央大学社会学系。后经国民政府参谋总长朱培德推荐，他进入中央陆军军官学校任同中校军阶英文教官。1933年，加入王昆仑主持的南京读书会。1935年，参与筹组南京文化界救国会。1940年，他被国民党中央党部组织部长朱家骅派到国民党重庆市党部任职。后当选重庆市参议员。1942年 参与发起成立中国民主革命同盟，并于次年当选中央委员。1944年，出任兵役部督察处副处长（同少将级）。1945年，当选三民主义同志联合会中央委员。抗战结束后，他于1947年赴美国哥伦比亚大学进修。同年，当选旅美中国和平民主联盟秘书长（冯玉祥为主席）。次年，他又当选中国国民党革命委员会驻美总分会执行委员。同年，其作为冯玉祥代表前往香港参与民革中央工作。1949年9月，在北平出席中国人民政治协商会议第一届全体会议。
中华人民共和国成立后，吴茂荪出任中国人民外交学会秘书长。1964年，改任副会长。文革期间，他于1969年被停止职务。1972年由周恩来建议恢复副会长之职。
1984年8月5日，在北京逝世。病重之际，中共中央批准他为中国共产党党员。

## 社会兼职
曾任政务院参事、中国人民保卫世界和平委员会副秘书长，第二、三届全国人大代表，第六届全国人大常委，第二届全国政协委员，第五届全国政协常委，第一、二届民革中央委员，第三、四届民革中央常委，第五、六届民革中央副主席。